# Kansai-Hauptlinie
| Triebzug der Baureihe HC85 zwischen Kanie und Haruta |                      |                                   |                                   |
| |                      |                                   |                                   |
| Streckenlänge: | 179,6 km             |                                   |                                   |
| Spurweite: | 1067 mm (Kapspur)    |                                   |                                   |
| Stromsystem: | teilweise 1500 V =   |                                   |                                   |
| Streckengeschwindigkeit: | 120 km/h             |                                   |                                   |
| Zweigleisigkeit: | teilweise            |                                   |                                   |
| |                      |                                   |                                   |
| Gesellschaft: | JR Central / JR West |                                   |                                   |
| \| \| \| Tōkaidō-Hauptlinie \| 1886– \| \| \| \| Nagoya (名古屋) \| 1886– \| \| \| 0,0 \| Kintetsu Nagoya / Meitetsu Nagoya \| Kintetsu Nagoya / Meitetsu Nagoya \| \| \| \| Meitetsu Nagoya-Hauptlinie \| 1938– \| \| \| \| Tōkaidō-Hauptlinie \| 1886– \| \| \| \| Tōkaidō-Shinkansen \| 1964– \| \| \| \| \| \| \| \| \| \| \| \| \| \| Sasajima (笹島) \| 1937–1986 \| \| \| \| \| \| \| \| \| Komeno (米野) \| \| \| \| \| Aichi (愛知) \| 1896–1909 \| \| \| \| Nagoya-Autobahn 5 \| \| \| \| \| Kogane (黄金) \| \| \| \| \| Kasumori (烏森) \| \| \| \| \| Aonami-Linie \| 1950– \| \| \| 3,8 \| Hatta (八田) \| 1928– \| \| \| \| links: Kintetsu Hatta (近鉄八田) \| \| \| \| \| Kintetsu Nagoya-Linie \| 1938– \| \| \| \| \| \| \| \| \| Shōnai-gawa \| \| \| \| \| Shin-kawa \| \| \| \| 7,5 \| Haruta (春田) \| 2001– \| \| \| \| Toda-gawa \| \| \| \| \| Fukuda-gawa \| \| \| \| 9,3 \| Kanie (蟹江) \| 1895– \| \| \| \| Kanie-gawa \| \| \| \| \| Nikkō-gawa \| \| \| \| 12,2 \| Eiwa (永和) \| 1929– \| \| \| \| Zenta-gawa \| \| \| \| 16,4 \| Yatomi (弥富) \| 1895– \| \| \| \| Meitetsu Bisai-Linie \| 1898– \| \| \| \| Kintetsu Nagoya-Linie \| 1938– \| \| \| \| Kiso-gawa \| \| \| \| \| \| \| \| \| \| Kintetsu Nagashima (近鉄長島) \| \| \| \| 19,6 \| Nagashima (長島) \| 1899– \| \| \| \| \| \| \| \| \| Nagara-gawa \| \| \| \| \| Ibi-gawa \| \| \| \| \| \| \| \| \| \| \| \| \| \| \| Yōrō-Linie \| 1919– \| \| \| 23,8 \| Kuwana (桑名) \| 1895– \| \| \| \| Nishi-Kuwana (西桑名) \| \| \| \| \| Hokusei-Linie \| 1914– \| \| \| \| Masuo (益生) \| \| \| \| \| Kuwana-kari (桑名仮) \| 1894–1895 \| \| \| \| Inabe-gawa \| \| \| \| \| Kintetsu Nagoya-Linie \| 1938– \| \| \| \| Toshiba \| \| \| \| 28,5 \| Asahi (朝日) \| 1983– \| \| \| \| Isewangan-Autobahn \| \| \| \| \| Asake-gawa \| \| \| \| \| Sangi-Linie \| 1931– \| \| \| \| \| \| \| \| \| Kintetsu Nagoya-Linie \| 1938– \| \| \| 31,7 \| Tomida (富田) Abstellanlage \| 1894– \| \| \| \| \| \| \| \| 33,0 \| Tomidahama (富田浜) \| 1907– \| \| \| 35,8 \| Umaokoshi (午起) \| –1964 \| \| \| \| Kaizō-gawa \| \| \| \| \| Taki-gawa \| \| \| \| \| Cosmo Oil \| \| \| \| 37,2 0,0* \| Yokkaichi (四日市) \| 1890– \| \| \| \| Taiheiyo Cement \| \| \| \| \| Yokkaichi-minato \| \| \| \| 3,3* \| Shiohama \| 1919– \| \| \| \| Kintetsu Nagoya-Linie \| 1938– \| \| \| 40,4 \| Minami-Yokkaichi (南四日市) \| 1963– \| \| \| \| JSR \| \| \| \| \| Mitsubishi Chemical \| \| \| \| \| Utsube-gawa \| \| \| \| 44,1 \| Kawarada (河原田) \| 1890– \| \| \| \| Ise-Linie \| 1973– \| \| \| 47,5 \| Kawano (河曲) \| 1949– \| \| \| 50,9 \| Kasado (加佐登) \| 1892– \| \| \| 53,0 \| Takamiya \| Takamiya \| \| \| \| Anraku-gawa \| \| \| \| 55,3 \| Idagawa (井田川) \| 1929– \| \| \| \| Muku-gawa \| \| \| \| \| Kisei-Hauptlinie \| 1891– \| \| \| 59,9 \| Kameyama (亀山) \| 1890– \| \| \| \| ↑ JR Central / ↓ JR West \| \| \| \| \| ↑ 1500 V / Depot \| \| \| \| \| Higashi-Meihan-Autobahn \| \| \| \| 65,6 \| Seki (関) \| 1890– \| \| \| \| (2 Tunnel) \| \| \| \| 71,0 \| Kabuto (加太) \| 1896– \| \| \| 75,6 \| Ausweiche Nakazaike \| Ausweiche Nakazaike \| \| \| \| Kada-Tunnel \| \| \| \| 79,9 \| Tsuge (柘植) \| 1890– \| \| \| \| Kusatsu-Linie \| 1890– \| \| \| 86,1 \| Shindō (新堂) \| 1921– \| \| \| 90,5 \| Sanagu (佐那具) \| 1897– \| \| \| 94,5 \| Iga-Ueno (伊賀上野) \| 1897– \| \| \| \| Iga-Linie \| 1922– \| \| \| 101,8 \| Shimagahara (島ケ原) \| 1897– \| \| \| \| \| \| \| \| 104,8 \| Tsukigaseguchi (月ケ瀬口) \| 1951– \| \| \| \| (2 Tunnel) \| \| \| \| 108,8 \| Ōkawara (大河原) \| 1897– \| \| \| \| Kizu-gawa \| \| \| \| \| (5 Tunnel) \| \| \| \| 114,2 \| Kasagi (笠置) \| 1897– \| \| \| 120,9 \| Kamo (加茂) \| 1897– \| \| \| \| Yamatoji-Linie \| \| \| \| \| JR Namba \| \| |                      |                                   |                                   |
| Strecke |                      | Tōkaidō-Hauptlinie                | 1886–                             |
| Strecke (im Tunnel) |                      | Nagoya (名古屋)                   | 1886–                             |
| Strecke · Strecke | 0,0                  | Kintetsu Nagoya / Meitetsu Nagoya | Kintetsu Nagoya / Meitetsu Nagoya |
| Strecke · Strecke |                      | Meitetsu Nagoya-Hauptlinie        | 1938–                             |
| Strecke · Abzweig geradeaus und nach links · Kreuzung mit oberirdischer Strecke (im Tunnel) · Strecke quer |                      | Tōkaidō-Hauptlinie                | 1886–                             |
| Strecke nach links · Kreuzung geradeaus unten · Kreuzung mit oberirdischer Strecke (im Tunnel) · Strecke quer |                      | Tōkaidō-Shinkansen                | 1964–                             |
| Strecke nach halblinks · Strecke nach halbrechts (im Tunnel) |                      |                                   |                                   |
| Strecke von halblinks (im Tunnel) · Strecke von halbrechts |                      |                                   |                                   |
| Tunnelende · Strecke · Betriebs-/Güterbahnhof Streckenanfang (Strecke außer Betrieb) |                      | Sasajima (笹島)                   | 1937–1986                         |
| Strecke |                      |                                   |                                   |
| Haltepunkt / Haltestelle · Strecke |                      | Komeno (米野)                     | Komeno (米野)                     |
| Strecke · ehemaliger Bahnhof |                      | Aichi (愛知)                      | 1896–1909                         |
| Strecke mit Straßenbrücke Streckenanfang · Strecke mit Straßenbrücke Streckenende |                      | Nagoya-Autobahn 5                 | Nagoya-Autobahn 5                 |
| Haltepunkt / Haltestelle · Strecke |                      | Kogane (黄金)                     | Kogane (黄金)                     |
| Haltepunkt / Haltestelle · Strecke |                      | Kasumori (烏森)                   | Kasumori (烏森)                   |
| Strecke · Abzweig geradeaus und nach links |                      | Aonami-Linie                      | 1950–                             |
| | 3,8                  | Hatta (八田)                      | 1928–                             |
| Strecke · Strecke |                      | links: Kintetsu Hatta (近鉄八田)  | links: Kintetsu Hatta (近鉄八田)  |
| Strecke nach links · Kreuzung geradeaus unten |                      | Kintetsu Nagoya-Linie             | 1938–                             |
| |                      |                                   |                                   |
| Brücke über Wasserlauf |                      | Shōnai-gawa                       | Shōnai-gawa                       |
| Brücke über Wasserlauf |                      | Shin-kawa                         | Shin-kawa                         |
| Haltepunkt / Haltestelle | 7,5                  | Haruta (春田)                     | 2001–                             |
| Brücke über Wasserlauf |                      | Toda-gawa                         | Toda-gawa                         |
| Brücke über Wasserlauf |                      | Fukuda-gawa                       | Fukuda-gawa                       |
| Bahnhof | 9,3                  | Kanie (蟹江)                      | 1895–                             |
| Brücke über Wasserlauf |                      | Kanie-gawa                        | Kanie-gawa                        |
| Brücke über Wasserlauf |                      | Nikkō-gawa                        | Nikkō-gawa                        |
| Bahnhof | 12,2                 | Eiwa (永和)                       | 1929–                             |
| Brücke über Wasserlauf |                      | Zenta-gawa                        | Zenta-gawa                        |
| Bahnhof | 16,4                 | Yatomi (弥富)                     | 1895–                             |
| Abzweig geradeaus und nach rechts |                      | Meitetsu Bisai-Linie              | 1898–                             |
| Strecke von links (außer Betrieb) · Kreuzung geradeaus unten (Querstrecke außer Betrieb) · Abzweig ehemals quer und von links |                      | Kintetsu Nagoya-Linie             | 1938–                             |
| Brücke über Wasserlauf (Strecke außer Betrieb) · Brücke über Wasserlauf · Brücke über Wasserlauf |                      | Kiso-gawa                         | Kiso-gawa                         |
| Strecke nach links (außer Betrieb) · Kreuzung geradeaus unten (Querstrecke außer Betrieb) · Abzweig geradeaus und ehemals von rechts |                      |                                   |                                   |
| Strecke · Haltepunkt / Haltestelle |                      | Kintetsu Nagashima (近鉄長島)     | Kintetsu Nagashima (近鉄長島)     |
| Haltepunkt / Haltestelle · Strecke | 19,6                 | Nagashima (長島)                  | 1899–                             |
| |                      |                                   |                                   |
| Brücke über Wasserlauf · Brücke über Wasserlauf |                      | Nagara-gawa                       | Nagara-gawa                       |
| Brücke über Wasserlauf · Brücke über Wasserlauf |                      | Ibi-gawa                          | Ibi-gawa                          |
| |                      |                                   |                                   |
| Strecke von links · Kreuzung geradeaus unten · Strecke nach rechts |                      |                                   |                                   |
| Abzweig geradeaus und von rechts · Strecke |                      | Yōrō-Linie                        | 1919–                             |
| | 23,8                 | Kuwana (桑名)                     | 1895–                             |
| Strecke · Strecke · Kopfbahnhof Streckenanfang |                      | Nishi-Kuwana (西桑名)             | Nishi-Kuwana (西桑名)             |
| Kreuzung geradeaus unten · Kreuzung geradeaus unten · Strecke nach rechts |                      | Hokusei-Linie                     | 1914–                             |
| Haltepunkt / Haltestelle · Strecke |                      | Masuo (益生)                      | Masuo (益生)                      |
| Strecke · ehemaliger Haltepunkt / Haltestelle |                      | Kuwana-kari (桑名仮)              | 1894–1895                         |
| Brücke über Wasserlauf · Brücke über Wasserlauf |                      | Inabe-gawa                        | Inabe-gawa                        |
| Strecke nach links · Kreuzung geradeaus oben |                      | Kintetsu Nagoya-Linie             | 1938–                             |
| Abzweig geradeaus und ehemals von links · Betriebsstelle Streckenende und quer (Strecke außer Betrieb) |                      | Toshiba                           | Toshiba                           |
| Haltepunkt / Haltestelle | 28,5                 | Asahi (朝日)                      | 1983–                             |
| Strecke mit Straßenbrücke |                      | Isewangan-Autobahn                | Isewangan-Autobahn                |
| Brücke über Wasserlauf |                      | Asake-gawa                        | Asake-gawa                        |
| Kreuzung geradeaus unten · Strecke von rechts |                      | Sangi-Linie                       | 1931–                             |
| Kreuzung geradeaus unten · Abzweig geradeaus und nach rechts |                      |                                   |                                   |
| Kreuzung geradeaus unten · Kreuzung geradeaus unten |                      | Kintetsu Nagoya-Linie             | 1938–                             |
| Bahnhof · Dienststation / Betriebs- oder Güterbahnhof | 31,7                 | Tomida (富田) Abstellanlage       | 1894–                             |
| |                      |                                   |                                   |
| Haltepunkt / Haltestelle | 33,0                 | Tomidahama (富田浜)               | 1907–                             |
| ehemaliger Haltepunkt / Haltestelle | 35,8                 | Umaokoshi (午起)                  | –1964                             |
| Brücke über Wasserlauf |                      | Kaizō-gawa                        | Kaizō-gawa                        |
| Brücke über Wasserlauf |                      | Taki-gawa                         | Taki-gawa                         |
| Abzweig geradeaus und von links · Betriebsstelle Streckenende und quer |                      | Cosmo Oil                         | Cosmo Oil                         |
| Bahnhof | 37,2 0,0*            | Yokkaichi (四日市)                | 1890–                             |
| Strecke · Betriebsstelle Streckenanfang |                      | Taiheiyo Cement                   | Taiheiyo Cement                   |
| Abzweig geradeaus und nach links · Abzweig quer und nach links · ehemaliger Betriebs-/Güterbahnhof Streckenende und quer |                      | Yokkaichi-minato                  | Yokkaichi-minato                  |
| Abzweig geradeaus und nach links · Betriebs-/Güterbahnhof Streckenende und quer | 3,3*                 | Shiohama                          | 1919–                             |
| Kreuzung geradeaus unten |                      | Kintetsu Nagoya-Linie             | 1938–                             |
| Haltepunkt / Haltestelle | 40,4                 | Minami-Yokkaichi (南四日市)       | 1963–                             |
| Abzweig geradeaus und nach links · Abzweig quer und von rechts · Betriebsstelle Streckenende und quer |                      | JSR                               | JSR                               |
| Strecke · Betriebsstelle Streckenende |                      | Mitsubishi Chemical               | Mitsubishi Chemical               |
| Brücke über Wasserlauf |                      | Utsube-gawa                       | Utsube-gawa                       |
| Bahnhof | 44,1                 | Kawarada (河原田)                 | 1890–                             |
| Abzweig geradeaus und nach links |                      | Ise-Linie                         | 1973–                             |
| Bahnhof | 47,5                 | Kawano (河曲)                     | 1949–                             |
| Bahnhof | 50,9                 | Kasado (加佐登)                   | 1892–                             |
| ehemaliger Haltepunkt / Haltestelle | 53,0                 | Takamiya                          | Takamiya                          |
| Brücke über Wasserlauf |                      | Anraku-gawa                       | Anraku-gawa                       |
| Bahnhof | 55,3                 | Idagawa (井田川)                  | 1929–                             |
| Brücke über Wasserlauf |                      | Muku-gawa                         | Muku-gawa                         |
| Abzweig geradeaus und von links |                      | Kisei-Hauptlinie                  | 1891–                             |
| Bahnhof | 59,9                 | Kameyama (亀山)                   | 1890–                             |
| Strecke |                      | ↑ JR Central / ↓ JR West          | ↑ JR Central / ↓ JR West          |
| Abzweig geradeaus und nach links · Betriebs-/Güterbahnhof Streckenende und quer |                      | ↑ 1500 V / Depot                  | ↑ 1500 V / Depot                  |
| Strecke mit Straßenbrücke |                      | Higashi-Meihan-Autobahn           | Higashi-Meihan-Autobahn           |
| Bahnhof | 65,6                 | Seki (関)                         | 1890–                             |
| Tunnel |                      | (2 Tunnel)                        | (2 Tunnel)                        |
| Bahnhof | 71,0                 | Kabuto (加太)                     | 1896–                             |
| Blockstelle | 75,6                 | Ausweiche Nakazaike               | Ausweiche Nakazaike               |
| Tunnel |                      | Kada-Tunnel                       | Kada-Tunnel                       |
| Bahnhof | 79,9                 | Tsuge (柘植)                      | 1890–                             |
| Abzweig geradeaus und nach rechts |                      | Kusatsu-Linie                     | 1890–                             |
| Bahnhof | 86,1                 | Shindō (新堂)                     | 1921–                             |
| Bahnhof | 90,5                 | Sanagu (佐那具)                   | 1897–                             |
| Bahnhof | 94,5                 | Iga-Ueno (伊賀上野)               | 1897–                             |
| Abzweig geradeaus und nach links |                      | Iga-Linie                         | 1922–                             |
| Bahnhof | 101,8                | Shimagahara (島ケ原)              | 1897–                             |
| Tunnel |                      |                                   |                                   |
| Bahnhof | 104,8                | Tsukigaseguchi (月ケ瀬口)         | 1951–                             |
| Tunnel |                      | (2 Tunnel)                        | (2 Tunnel)                        |
| Bahnhof | 108,8                | Ōkawara (大河原)                  | 1897–                             |
| Brücke über Wasserlauf |                      | Kizu-gawa                         | Kizu-gawa                         |
| Tunnel |                      | (5 Tunnel)                        | (5 Tunnel)                        |
| Bahnhof | 114,2                | Kasagi (笠置)                     | 1897–                             |
| Bahnhof | 120,9                | Kamo (加茂)                       | 1897–                             |
| |                      | Yamatoji-Linie                    |                                   |
| Kopfbahnhof Streckenende |                      | JR Namba                          | JR Namba                          |

Die Kansai-Hauptlinie (関西本線 Kansai-honsen) ist eine Eisenbahnstrecke auf der japanischen Insel Honshū, die von den Bahngesellschaften JR Central und JR West betrieben wird. Sie verbindet Nagoya mit Osaka und ist zwischen diesen beiden Millionenstädten eine Alternativroute zur Tōkaidō-Hauptlinie bzw. zur Tōkaidō-Shinkansen. Trotz ihres Namens handelt es sich um eine überwiegend regional ausgerichtete Strecke mit längeren eingleisigen Abschnitten und ohne regelmäßigen Fernverkehr. Ebenso verbindet sie die Präfekturen Aichi, Mie, Kyōto, Nara und Osaka.
Dieser Artikel befasst sich mit der Kansai-Hauptlinie im Allgemeinen. Der suburbane Abschnitt im Ballungsraum Osaka zwischen dem Bahnhof Kamo in Kizugawa und dem Bahnhof JR Namba in Osaka trägt den Namen Yamatoji-Linie und wird im entsprechenden Artikel genauer beschrieben.

## Streckenbeschreibung
Die Strecke ist in Kapspur (1067 mm) verlegt und weist eine Länge von 179,6 km auf. Der östliche Abschnitt zwischen Nagoya und Kameyama (59,9 km) gehört zum Zuständigkeitsbereich von JR Central, der westliche Abschnitt zwischen Kameyama und Osaka (115,0 km) zu jenem von JR West. Hinzu kommen zwei Zweigstrecken für den Güterverkehr, die von JR Freight betrieben werden: Yokkaichi–Shiohama (3,3 km) und Hirano–Kudara (1,4 km).
Östlicher Ausgangspunkt der Strecke ist der Bahnhof Nagoya. Sie führt zunächst südwestwärts und südwärts entlang der Küstenebene der Ise-Bucht durch die Städte Yatomi, Kuwana und Yokkaichi, wobei sie überwiegend parallel zur Kintetsu Nagoya-Linie von Kintetsu verläuft und sich auch mehrmals mit ihr kreuzt. Beide Bahngesellschaften liefern sich in diesem Korridor einen harten Konkurrenzkampf. Bei Kawarada erreicht die Kansai-Hauptlinie das Tal des Suzuka und wendet sich nach Westen. Dem Fluss folgend, führt sie anschließend zunächst nach Kameyama und von dort aus durch das stark ländlich geprägte Suzuka-Gebirge nach Kamo in der Gemeinde Kizugawa. Im Ballungsraum Osaka geht es weiter über Nara nach Osaka, wo die Strecke im Tunnelbahnhof JR Namba endet.
Die Kansai-Hauptlinie ist nicht durchgehend elektrifiziert. Mit 1500 V Gleichstrom versorgt sind die Abschnitte Nagoya–Kameyama und Kamo–JR Namba, während der mittlere Abschnitt zwischen Kameyama und Kamo ausschließlich von Dieseltriebwagen befahren wird. Zweigleisig ausgebaut sind folgende Teilstrecken: Nagoya–Abzweig Sasajima, Yatomi–Kuwana, Asahi–Tomida, Tomidahama–Yokkaichi, Minami-Yokkaichi–Kawarada, Kizu–Tennōji und Shin-Imamiya–JR Namba. Viergleisig ist der Abschnitt Shin-Imamiya–Tennōji, die restliche Strecke verfügt nur über ein Gleis. Es werden 48 Bahnhöfe bedient, die Höchstgeschwindigkeit beträgt 120 km/h.

## Zugangebot
Auf dem östlichsten Abschnitt zwischen Nagoya und Kameyama bietet JR Central fünf verschiedene Zuggattungen an, die zusammen vier bis sechs Verbindungen je Stunde ergeben. Viermal täglich verkehrt der mit Panoramawagen ausgestattete Limited Express Nanki von Nagoya nach Kuwana und Yokkaichi und von dort aus weiter über die Ise-Linie und die Kisei-Hauptlinie nach Shingū und Kii-Katsuura an der Südspitze der Kii-Halbinsel. Der Rapid Mie verbindet im Stundentakt Nagoya mit Kuwana, Yokkaichi, Iseshi und Toba auf der Shima-Halbinsel. Die Eilzüge Rapid und Semi-Rapid verbinden Nagoya mit Kameyama. Hinzu kommen halbstündliche Nahverkehrszüge zwischen diesen Bahnhöfen mit Halt an allen Zwischenstationen. Auf dem nichtelektrifizierten mittleren Abschnitt zwischen Kameyama und Kamo fahren dieselbetriebene Nahverkehrszüge ungefähr im Stundentakt.

## Bilder

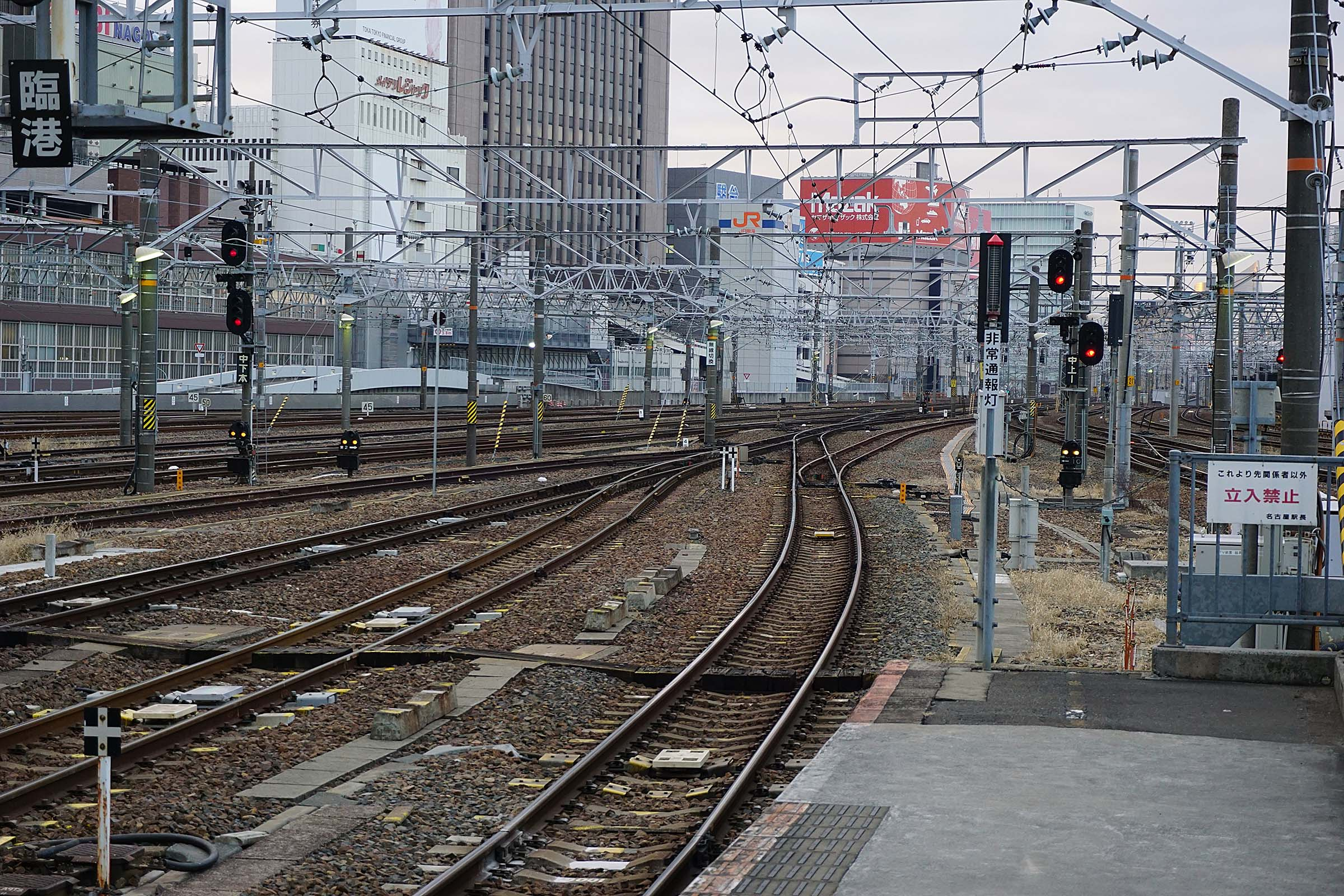
Gleisvorfeld des Bahnhofs Nagoya
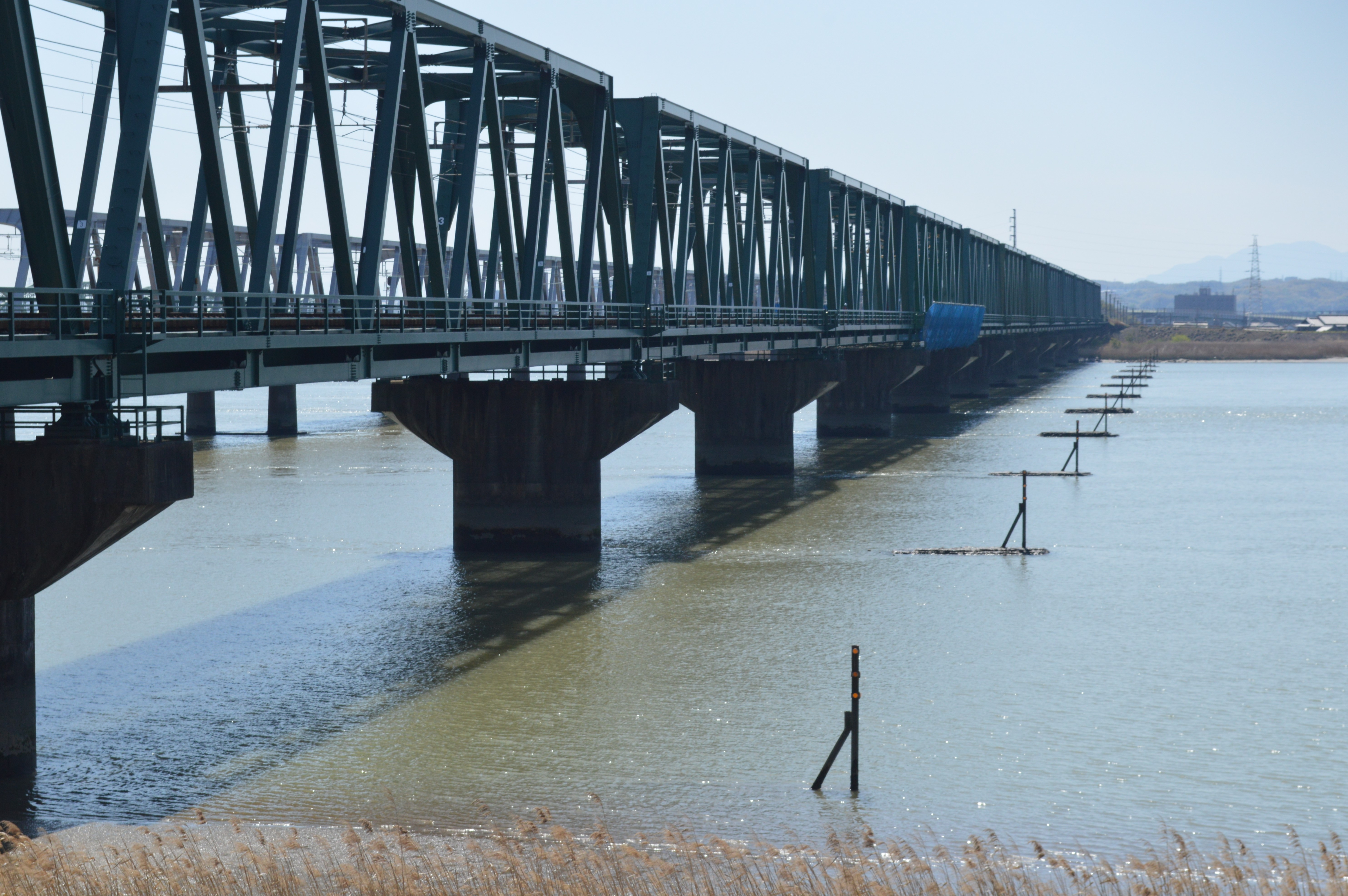
Brücke über den Kiso bei Yatomi
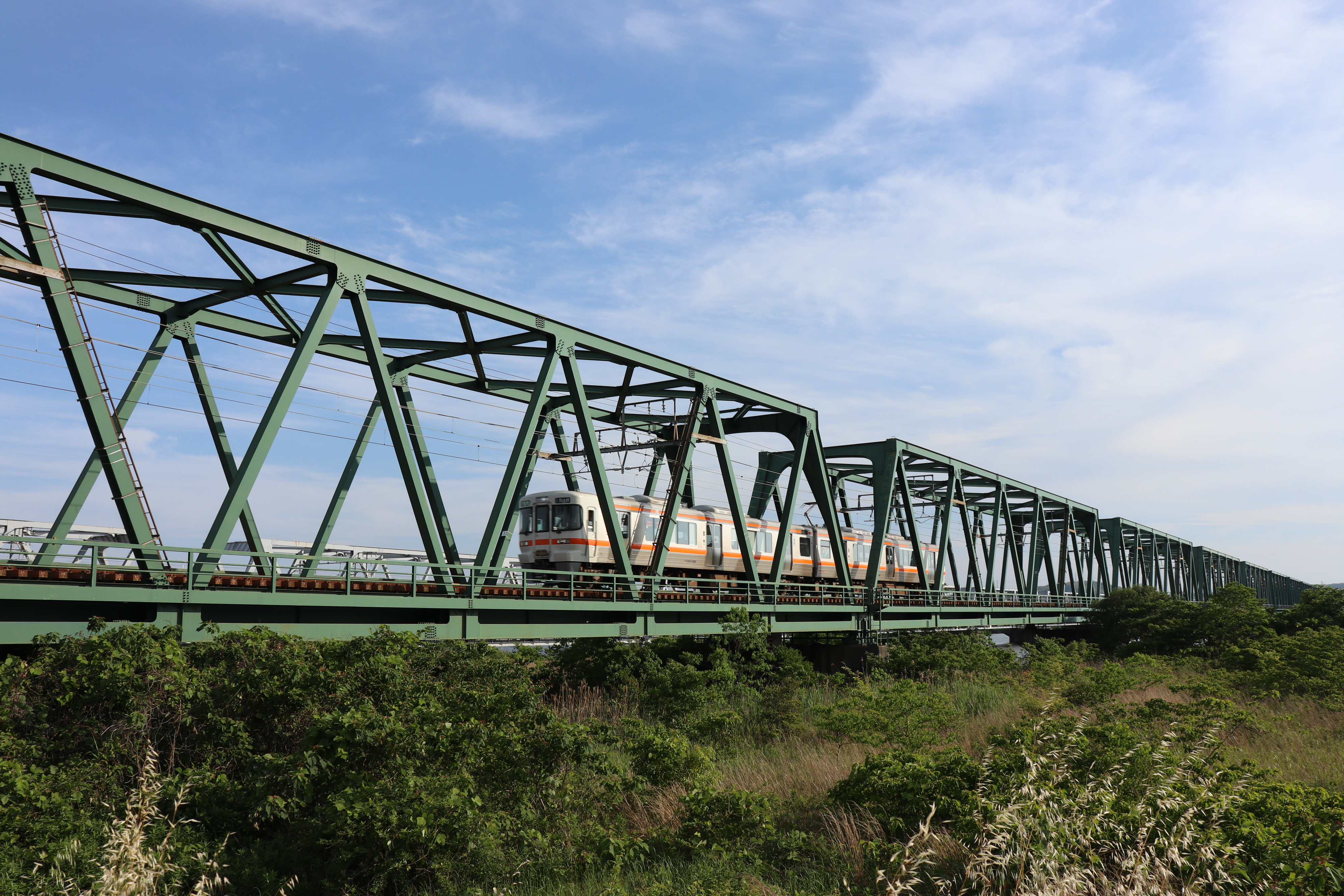
Brücke über den Nagara bei Nagashima
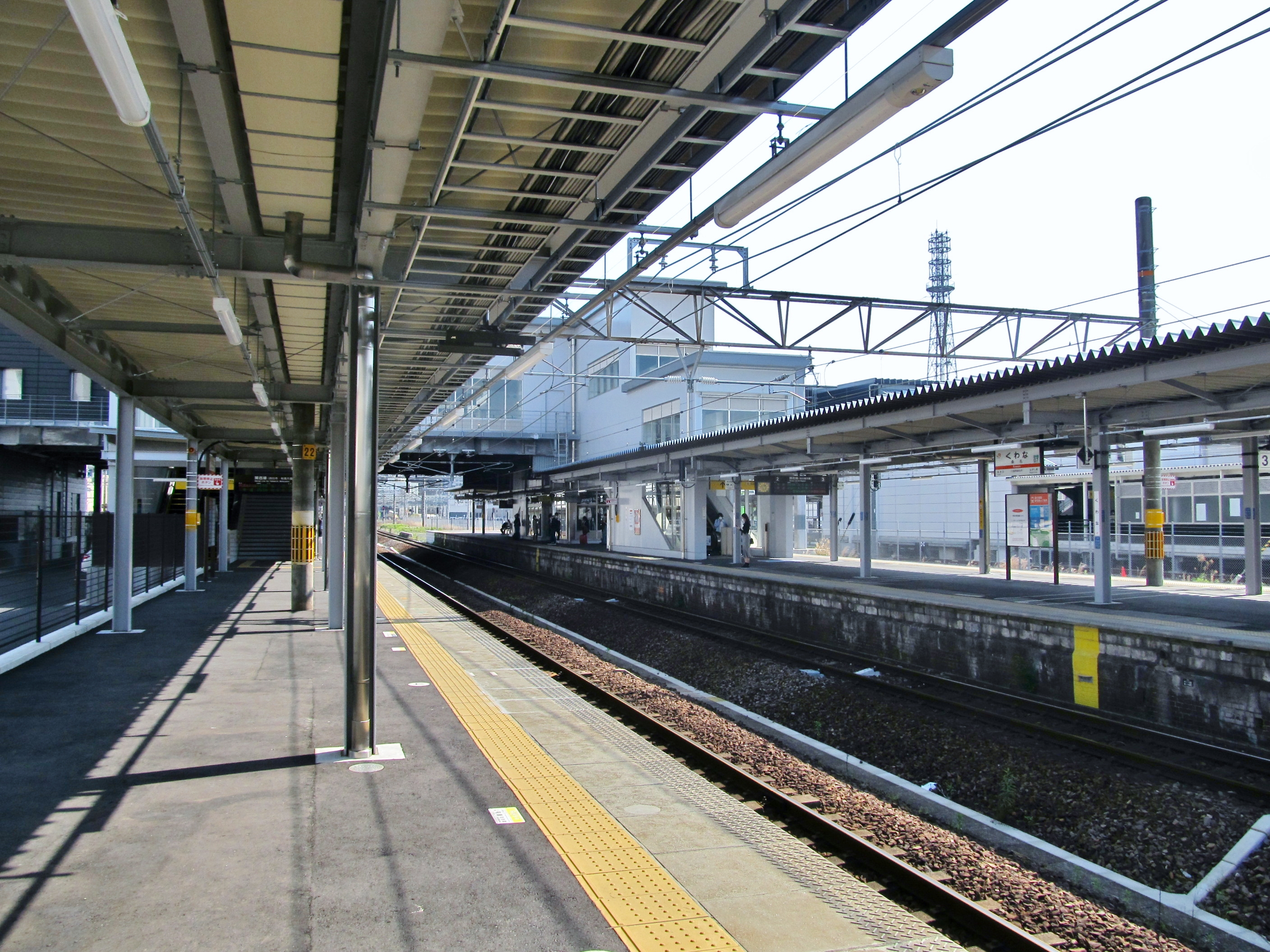
Bahnhof Kuwana
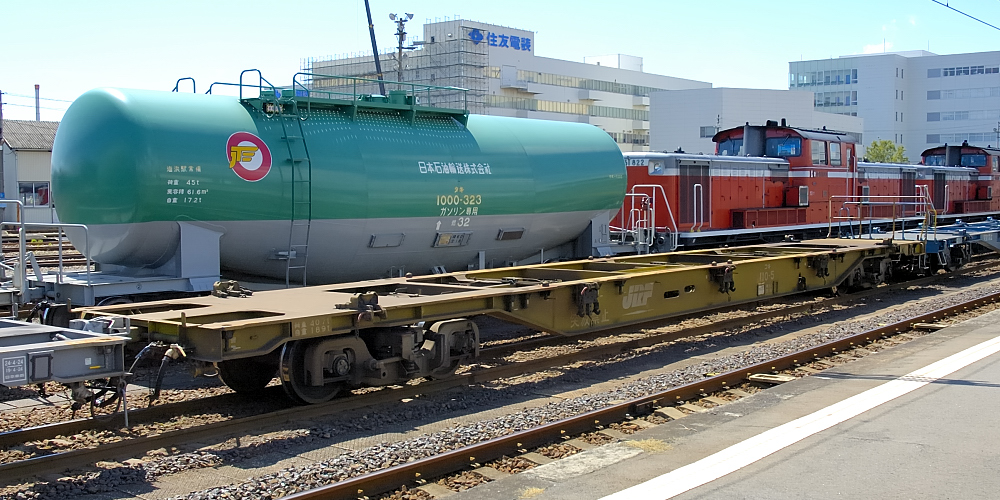
Güterzüge in Yokkaichi
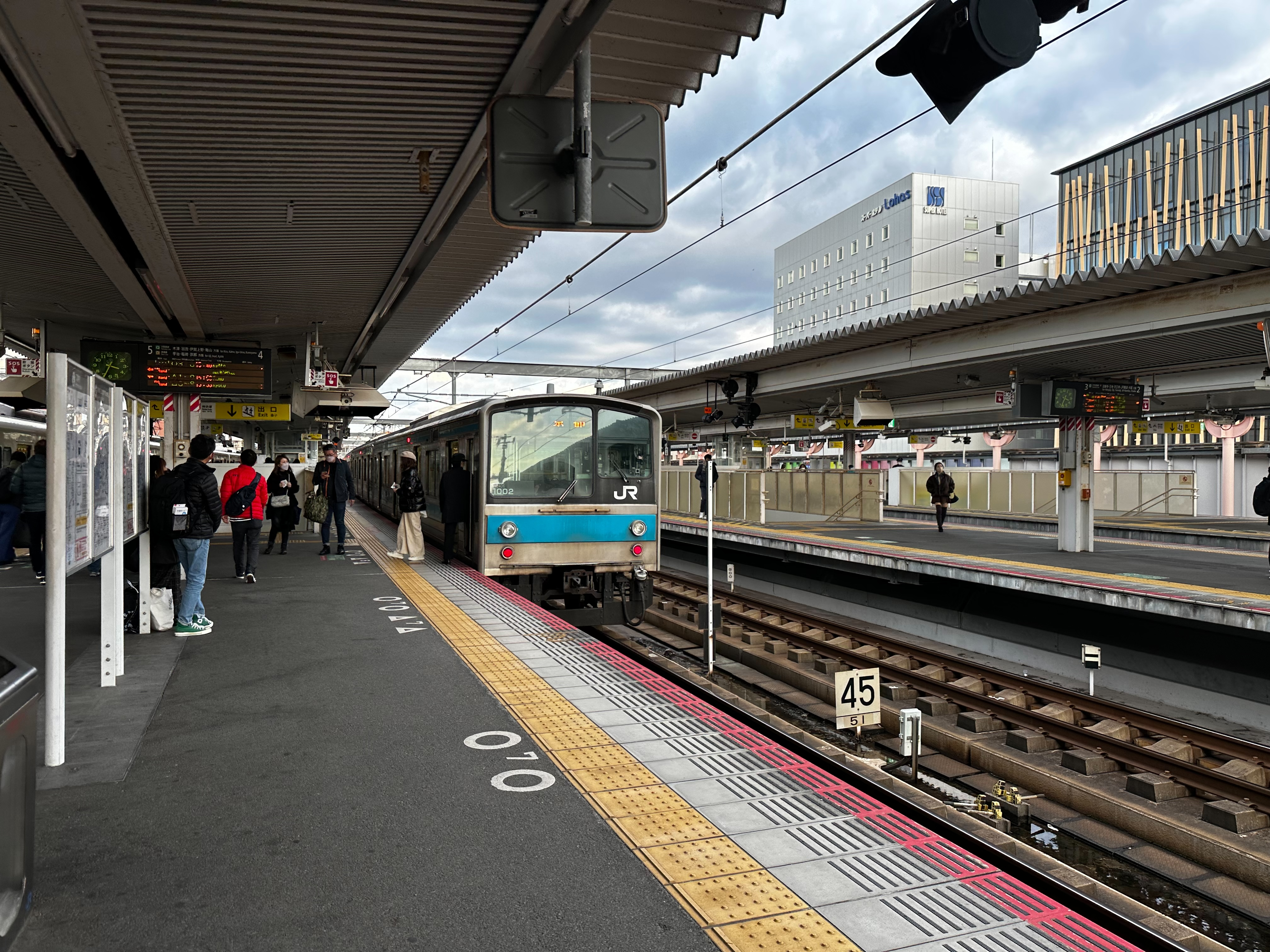
Bahnhof Nara
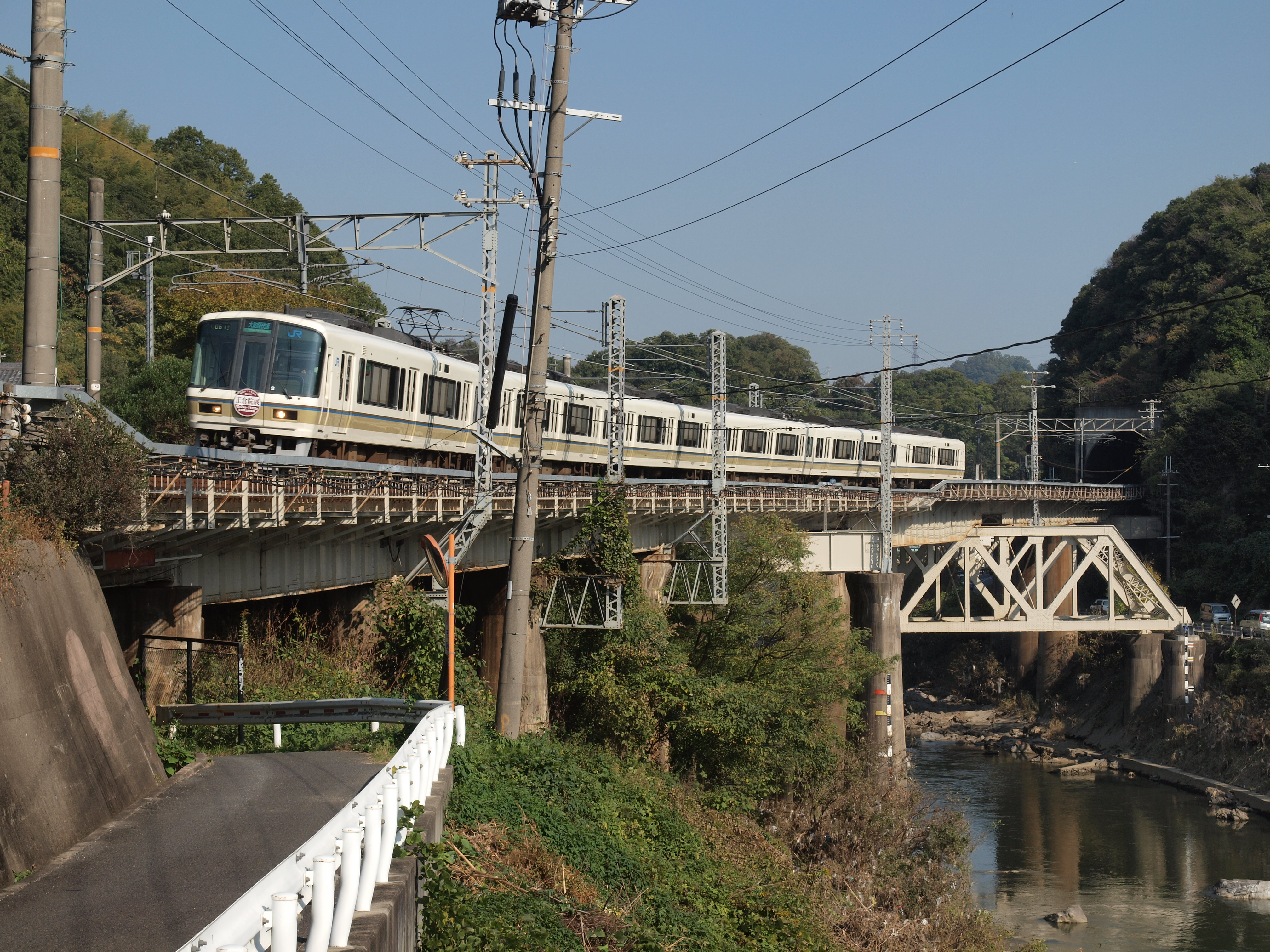
Brücke über den Yamato bei Kashiwara
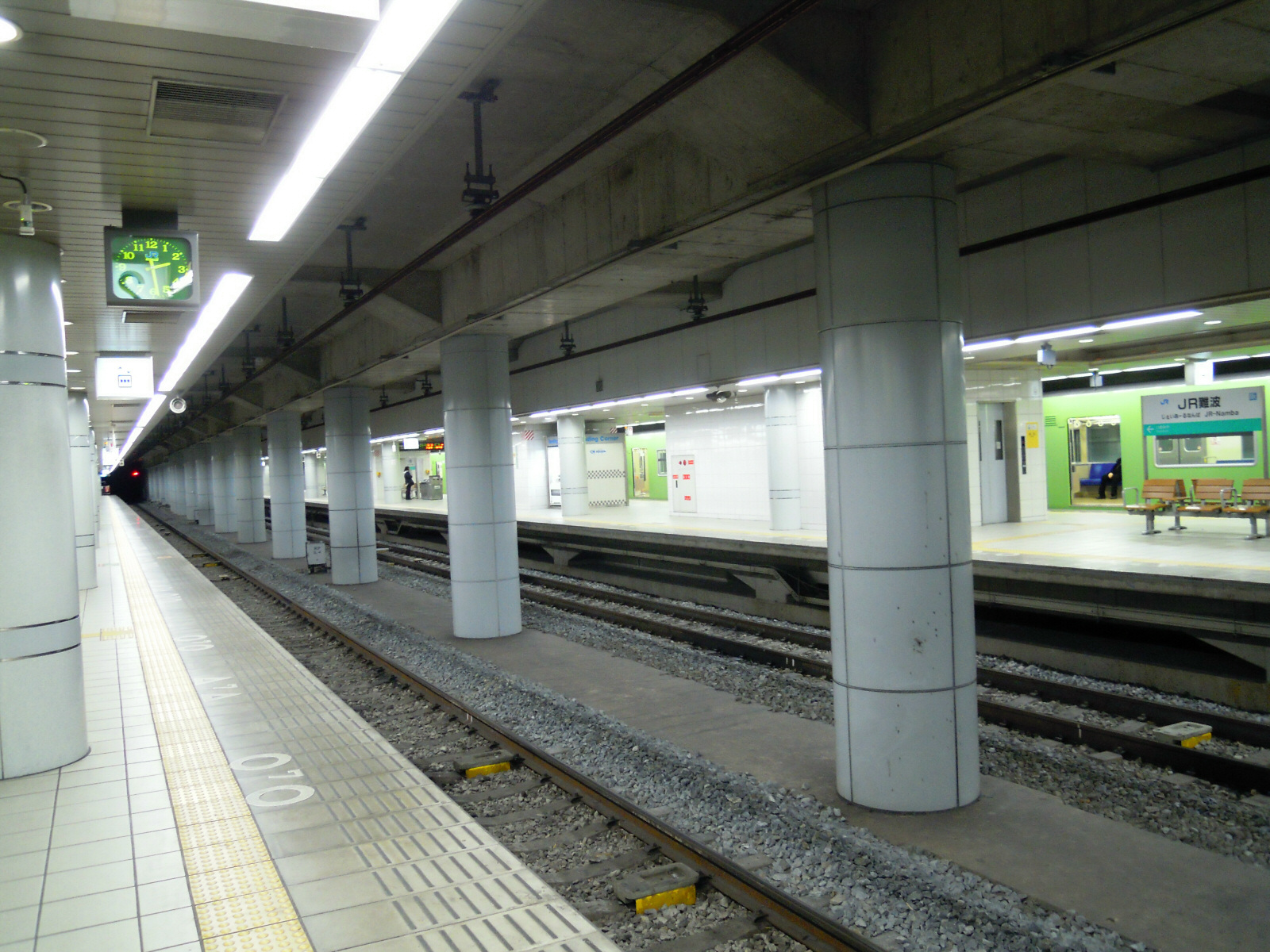
Bahnhof JR Namba

## Geschichte

### Bau durch Privatbahnen

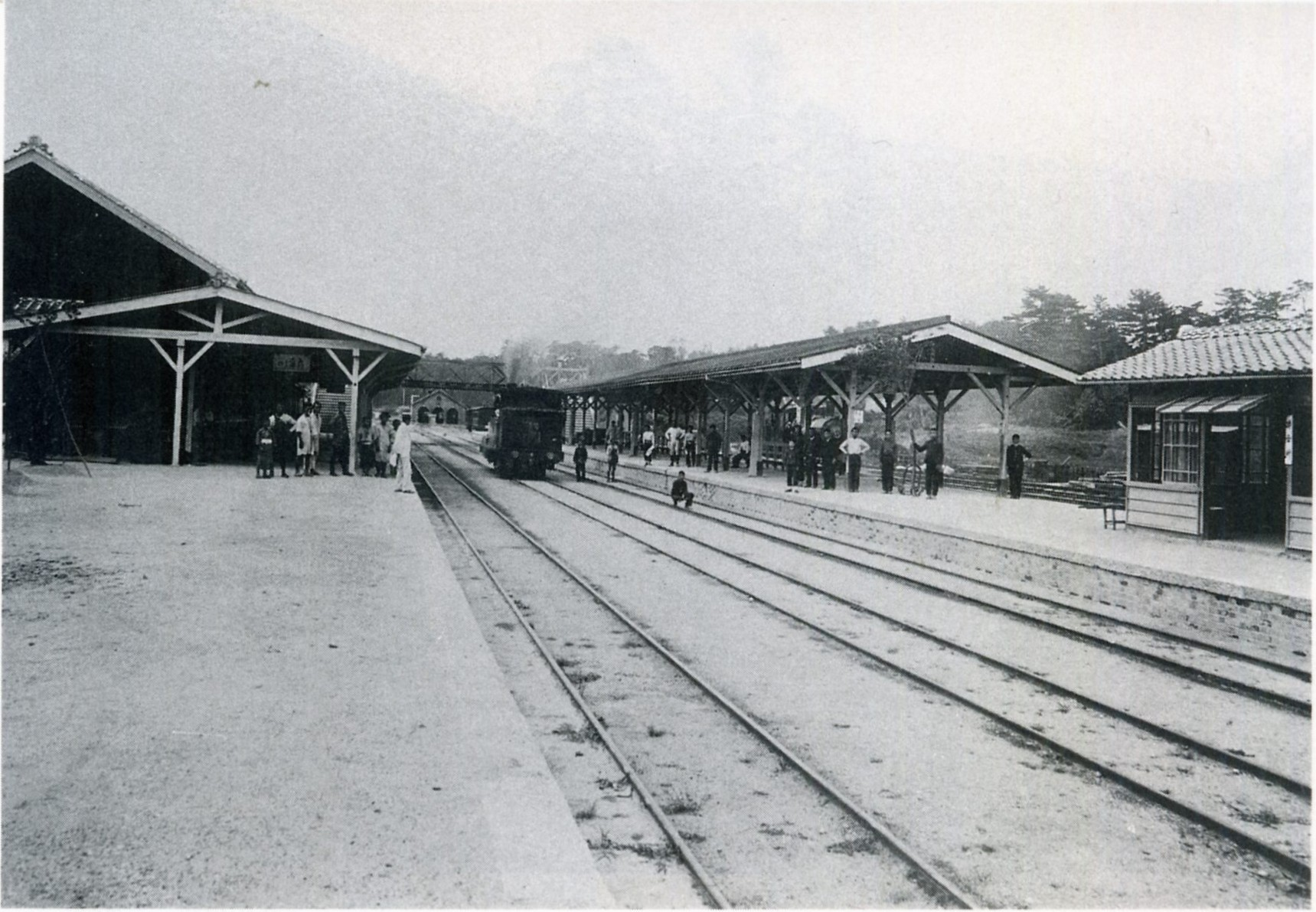
Bahnhof Tsuge (1898)

Die Kansai-Hauptlinie setzt sich aus Streckenabschnitten zusammen, die Ende des 19. Jahrhunderts von drei verschiedenen privaten Bahngesellschaften errichtet wurden. Den Anfang machte die Ōsaka Tetsudō (大阪鉄道), die am 14. Mai 1889 das Teilstück zwischen Minatomachi (heute JR Namba) in Osaka und Kashiwara in Betrieb nahm. Am 11. September 1890 kam der Abschnitt von Kashiwara zum provisorischen Bahnhof Kamise hinzu, am 27. Dezember 1890 der Abschnitt zwischen Ōji und Nara und am 8. Februar 1891 jener zwischen Ōji und dem provisorischen Bahnhof Inabayama. Mit der Inbetriebnahme des Teilstücks durch das Yamato-Tal zwischen Kamise und Inabayama am 2. Februar 1892 konnte der durchgehende Verkehr zwischen den Städten Osaka und Nara aufgenommen werden. Als nächstes eröffnete die Nara Tetsudō (奈良鉄道) am 18. April 1896 den Streckenabschnitt zwischen Nara und Kizu und betrieb diesen als Teil der später so bezeichneten Nara-Linie nach Kyōto.

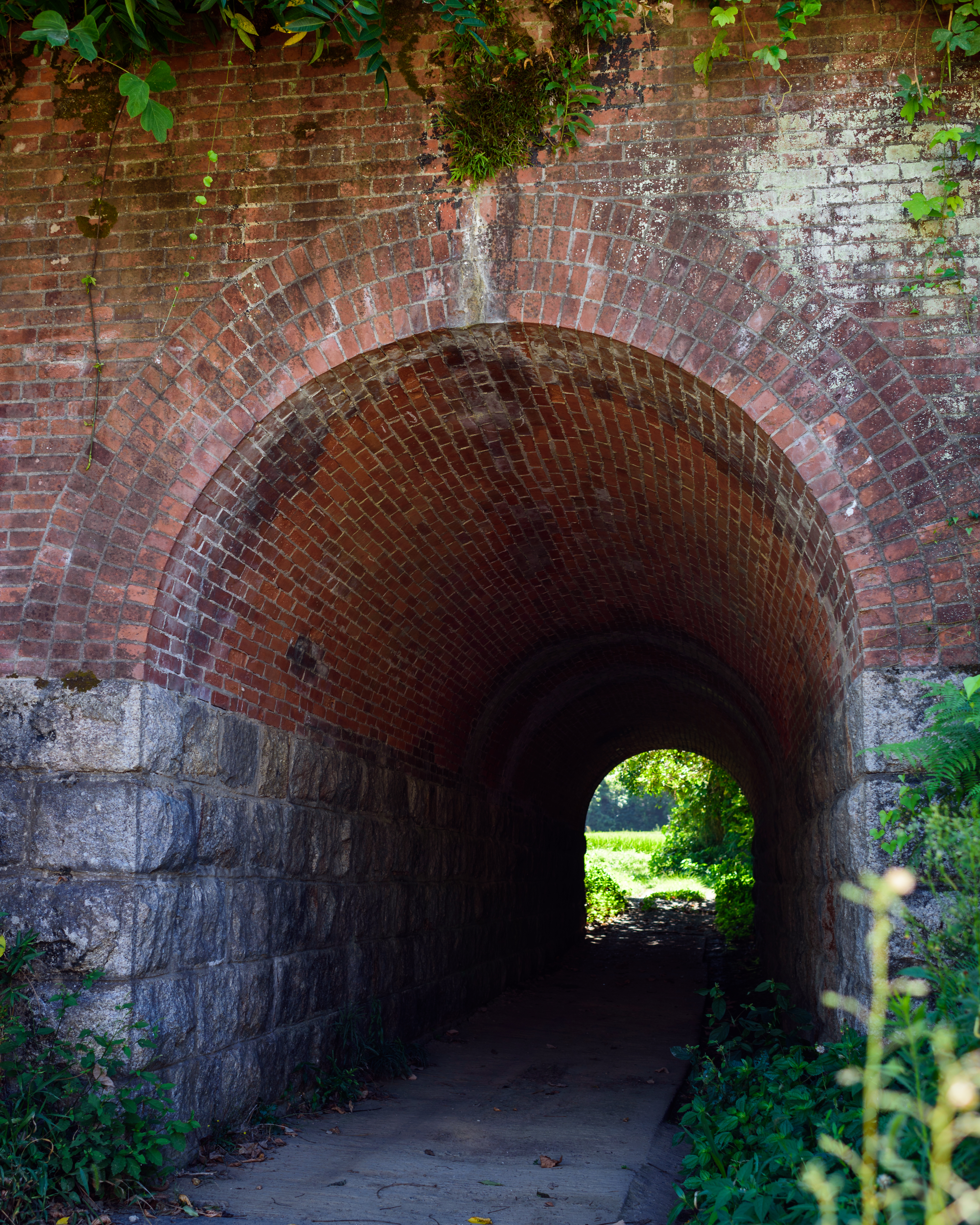
Alte Streckenführung über Daibatsu

Während die Ōsaka Tetsudō und die Nara Tetsudō eher an der Entwicklung des Nahverkehrs in der Region Kansai interessiert waren, strebte die Kansai Tetsudō (関西鉄道) danach, der staatlichen Eisenbahn Konkurrenz zu machen und eine zweite Hauptbahn zwischen Osaka und Nagoya zu errichten. Von Tsuge am östlichen Ende der Kusatsu-Linie aus war ab 25. Dezember 1890 zunächst Yokkaichi erreichbar. Am 5. Juli 1894 kam der Abschnitt Yokkaichi–Kuwana hinzu, am 24. Mai 1895 der Abschnitt Nagoya–Yatomi. Der Lückenschluss entlang der Ise-Bucht zwischen Yatomi und Kuwana erfolgte am 7. November 1895. Da die Kansai Tetsudō sich im Bahnhof Nagoya einmieten musste und der Platz für eine Expansion des Zugangebots fehlte, zog sie ihre Strecke am 3. Juli 1896 um einige hundert Meter zum neu errichteten, repräsentativen Bahnhof Aichi zurück.
Die Kansai Tetsudō expandierte weiter und eröffnete am 15. Januar 1897 den Abschnitt zwischen Tsuge und Iga-Ueno, das daran anschließende Teilstück nach Kamo am 11. November 1897. Nach der Inbetriebnahme des Abschnitts Kamo–Daibatsu am 19. April 1898 nahm sie am 18. November 1898 die kurze Verbindung zwischen Kamo und Shin-Kizu in Betrieb. Damit war es ihr erstmals möglich, durchgehende Züge zwischen Nagoya und Osaka anzubieten. Allerdings mussten diese zunächst einen längeren Umweg auf der Katamachi-Linie um das Ikoma-Gebirge herum machen. Dies entfiel am 21. Mai 1899 mit der Inbetriebnahme des noch fehlenden Teilstücks Daibatsu–Nara am 21. Mai 1899.
Die Ōsaka Tetsudō ging am 6. Juni 1900 in der Kansai Tetsudō auf, die ihrerseits einen heftigen Konkurrenzkampf mit der staatlichen Eisenbahn lieferte. Zwischen Nagoya und Osaka waren die Kansai-Züge bis zu 20 Minuten schneller als jene auf der Tōkaidō-Hauptlinie. Ebenso betrieb die Bahngesellschaft aggressive Werbekampagnen. Diese erbittert geführte Auseinandersetzung endete erst 1904 mit dem Ausbruch des Russisch-Japanischen Kriegs. Am 7. Februar 1905 absorbierte die Kansai Tetsudō auch die Nara Tetsudō. Sie baute daraufhin eine direkter verlaufende Strecke zwischen Kamo und Kizu und nahm diese am 21. August 1907 in Betrieb; gleichzeitig legte sie die Streckenführung über Daibatsu still.

### Verstaatlichung
Als Folge des vom japanischen Reichstag verabschiedeten Eisenbahnverstaatlichungsgesetzes gingen die Bahngesellschaft und alle ihre Strecken am 1. Oktober 1907 in staatlichen Besitz über. Die staatliche Eisenbahnverwaltung bevorzugte eindeutig die Tōkaidō-Hauptlinie für den Fernverkehr, weshalb sie unter anderem am 1. Juni 1909 den nicht mehr benötigten Bahnhof Aichi stilllegte. Sie nahm aber auch punktuelle Ausbauten an der Kansai-Hauptlinie vor, um ihre Stellung im suburbanen Nahverkehr gegen private Konkurrenz zu behaupten. Dazu gehörte der Doppelspurausbau auf den Abschnitten Kashiwara–Tennōji am 30. März 1908 und Kizu–Nara am 20. März 1914.

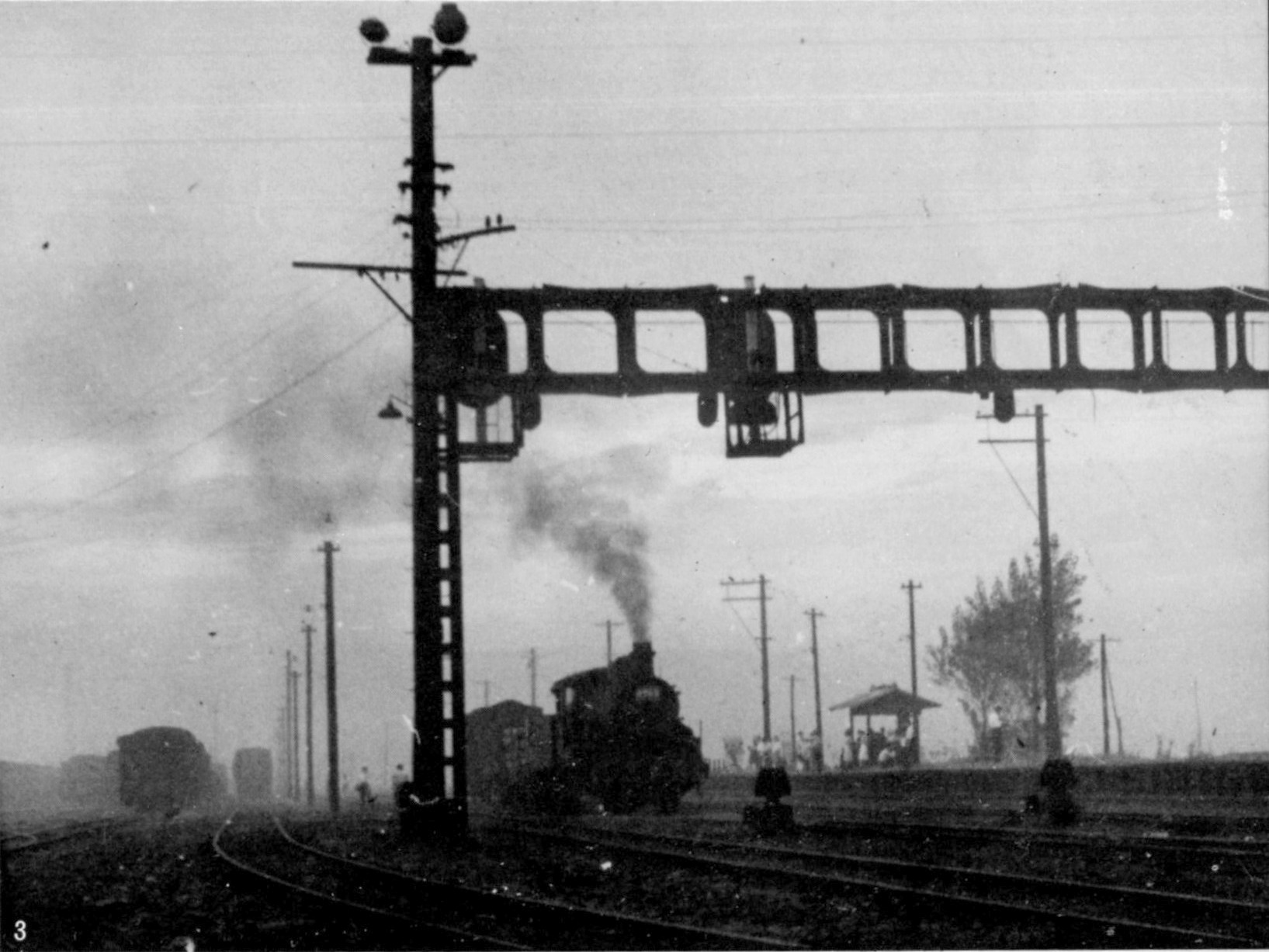
Bahnhof Kyūhōji (1946)

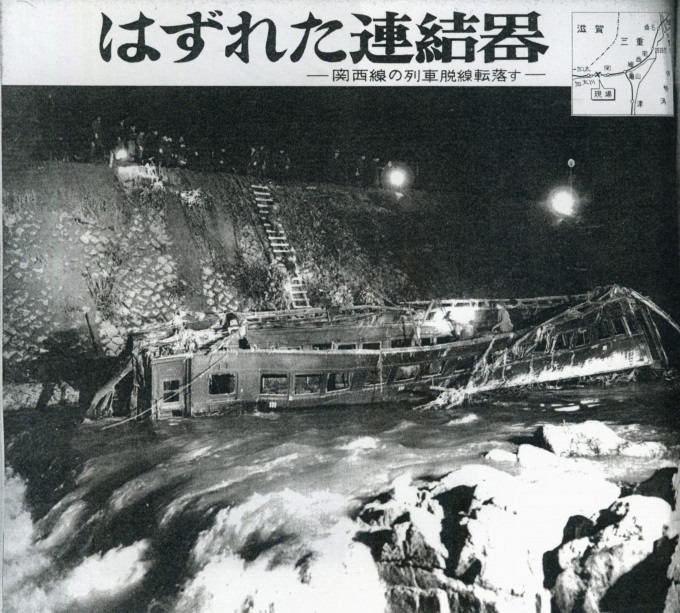
Zugunglück zwischen Seki und Kabuto (1956)

Der Doppelspurausbau stockte während des Ersten Weltkriegs und der nachfolgenden Rezession, nahm aber in der späten Taishō-Zeit wieder Fahrt auf. In kurzer Folge gingen zweigleisige Abschnitt wie folgt in Betrieb: Zwischen Kashiwara und der Signalstation Aoya am 15. Dezember 1923, zwischen der Signalstation Aoya und Ōji am 30. März 1924, zwischen Kōriyama und Yamato-Koizumi am 16. Juni 1925, zwischen Nara und Kōriyama am 26. August 1925, zwischen Yamato-Koizumi und Hōryūji am 30. April 1926 sowie zwischen Hōryūji und Ōji am 22. Juli 1926. Ein Erdrutsch verschüttete am 1. Februar 1932 den Kamenose-Tunnel und verformte ihn so stark, dass er nicht mehr befahren werden durfte und der gesamte Abschnitt zwischen den Bahnhöfen Kawachi-Katakami und Sangō stillgelegt werden musste. Innerhalb dreier Wochen baute das Eisenbahnministerium temporäre Haltestellen vor beiden Tunnelportalen, die durch einen Fußweg miteinander verbunden waren. Unmittelbar darauf begann sie eine eingleisige Umgehungsstrecke auf der gegenüberliegenden Seite des Flusses Yamato zu bauen und nahm diese am 31. Dezember 1932 in Betrieb. Ab 1935 konnte in diesem Bereich wieder zweigleisig gefahren werden.
Das Eisenbahnministerium war auch bestrebt, die Kapazitäten im Güterverkehr auszubauen. Zu diesem Zweck nahm es am 1. Dezember 1928 eine 8,4 km lange Zweigstrecke von Imamiya zum Güterbahnhof Osakaminoto im Hafen von Osaka in Betrieb (entspricht heute zu einem großen Teil der Osaka-Ringlinie). Eine weitere Zweigstrecke von 3,3 km Länge von Yokkaichi zum dortigen Hafen kam am 1. Juni 1944 hinzu (in Betrieb bis 2009). Zur Unterstützung der Kriegswirtschaft in der Endphase des Pazifikkriegs wurde das zweite Gleis zwischen Nara und Ōji im November 1944 entfernt, um an einem strategisch wichtigeren Ort eingesetzt zu werde; erst im März 1961 konnte der ursprüngliche Zustand wiederhergestellt werden. Die Kansai-Hauptlinie war am 22. Mai 1955 die erste Bahnstrecke Japans, auf der die Japanische Staatsbahn für Schnellzüge Dieseltriebwagen einsetzte.
Ein zwischen Seki und Kabuto verkehrender Personenzug geriet am 27. September 1956 kurz nach dem Verlassen des Kanaba-Tunnels in einen Erdrutsch, worauf ein Wagen entgleiste und im darunter liegenden Fluss versank; dabei kamen sechs Menschen ums Leben. Am 26. September 1959 verursachte Taifun Vera schwere Verwüstungen entlang der Küste der Ise-Bucht, die Strecke zwischen Hatta und Yokkaichi war daraufhin über zwei Wochen lang unpassierbar. Die Wiederherstellung erfolgte in mehreren Etappen und war am 25. November 1959 abgeschlossen. Um den wachsenden Vorortverkehr zu bewältigen, entschloss sich die Staatsbahn dazu, die alten Pläne der Kansai Tetsudō umzusetzen und die Strecke zumindest teilweise zu elektrifizieren. Der erste entsprechend angepasste Abschnitt war am 1. Oktober 1973 jener zwischen Minatomachi und Nara, am selben Tag verkehrte dort auch der letzte von einer Dampflokomotive gezogene Zug. Es folgten die Abschnitte Nagoya–Hatta am 1. August 1979, Hatta–Kameyama am 17. Mai 1982 und Nara–Kizu am 1. Oktober 1984. Heftige Regenfälle löste am 21. Juli 1986 einen Erdrutsch aus, der die Trasse zwischen Ōkawara und Kamo unter sich begrub und bis zum 1. September unpassierbar machte.

### Privatisierung
Im Rahmen der Staatsbahnprivatisierung ging der zwischen Nagoya und Kameyama befindliche Teil der Kansai-Hauptlinie an JR Central über, die übrige Strecke an JR West. Am selben Tag übernahm JR Freight den Güterverkehr, jedoch nur zwischen Nagoya und Kameyama sowie zwischen Osaka und Kizu, während dieser im Bereich Kizu–Kameyama eingestellt wurde. JR West schloss am 13. März 1988 die Elektrifizierung zwischen Kizu und Kamo ab und führte am selben Tag die Bezeichnung Yamatoji-Linie für den Abschnitt Minatomachi–Kamo ein. In den folgenden Jahren baute JR West das Angebot im Fernverkehr markant aus. Die zwischenzeitlich in JR Namba umbenannte Endstation in Osaka wurde am 22. März 1996 in einen Tunnelbahnhof verlegt. Weitere schwere Schäden verursachte Taifun Lan am 22. Oktober 2017, als der Bahndamm zwischen Tsuge und Kada einstürzte. Die Wiederherstellungsarbeiten zogen sich bis zum 9. Januar 2018 hin.

## Liste der Bahnhöfe
Kk = Kukan-kaisoku (Rapid Section); Ka = Kaisoku (Rapid); KM = Kaisoku Mie (Rapid Mie), TN = Tokkyū Nanki (Limited Express Nanki)

● = alle Züge halten an diesem Bahnhof; ↓Is = Durchbindung zur Ise-Linie
| Name       | Name                        | km         | Kk         | Ka         | KM         | TN         | Anschlusslinien | Lage       | Ort                 | Präfektur  |
| JR Central | JR Central                  | JR Central | JR Central | JR Central | JR Central | JR Central | JR Central | JR Central | JR Central          | JR Central |
| ---------- | --------------------------- | ---------- | ---------- | ---------- | ---------- | ---------- | --- | ---------- | ------------------- | ---------- |
| CJ00       | Nagoya (名古屋)             | 000,0      | ●          | ●          | ●          | ●          | Tōkaidō-Shinkansen Tōkaidō-Hauptlinie Chūō-Hauptlinie Aonami-Linie U-Bahn Nagoya: Higashiyama-Linie Sakura-dōri-Linie im Bhf. Meitetsu Nagoya: Meitetsu Nagoya-Hauptlinie im Bhf. Kintetsu Nagoya: Kintetsu Nagoya-Linie | Koord.     | Nakamura-ku, Nagoya | Aichi      |
| CJ01       | Hatta (八田)                | 003,8      | ●          | ǀ          | ǀ          | ǀ          | U-Bahn Nagoya: Higashiyama-Linie im Bhf. Kintetsu Hatta: Kintetsu Nagoya-Linie | Koord.     | Nakamura-ku, Nagoya | Aichi      |
| CJ02       | Haruta (八田)               | 007,5      | ●          | ǀ          | ǀ          | ǀ          | | Koord.     | Nakagawa-ku, Nagoya | Aichi      |
| CJ03       | Kanie (蟹江)                | 009,3      | ●          | ǀ          | ǀ          | ǀ          | | Koord.     | Kanie               | Aichi      |
| CJ04       | Eiwa (永和)                 | 012,2      | ǀ          | ǀ          | ǀ          | ǀ          | | Koord.     | Aisai               | Aichi      |
| CJ05       | Yatomi (弥富)               | 016,4      | ●          | ǀ          | ǀ          | ǀ          | Meitetsu Bisai-Linie im Bhf. Kintetsu Yatomi: Kintetsu Nagoya-Linie | Koord.     | Yatomi              | Aichi      |
| CJ06       | Nagashima (長島)            | 019,6      | ǀ          | ǀ          | ǀ          | ǀ          | | Koord.     | Kuwana              | Mie        |
| CJ07       | Kuwana (桑名)               | 023,8      | ●          | ●          | ●          | ●          | Kintetsu Nagoya-Linie Yōrō-Linie im Bhf. Nishi-Kuwana: Hokusei-Linie | Koord.     | Kuwana              | Mie        |
| CJ08       | Asahi (朝日)                | 028,5      | ●          | ǀ          | ǀ          | ǀ          | | Koord.     | Asahi               | Mie        |
| CJ09       | Tomida (富田)               | 031,7      | ●          | ǀ          | ǀ          | ǀ          | Sangi-Linie | Koord.     | Yokkaichi           | Mie        |
| CJ10       | Tomidahama (富田浜)         | 033,0      | ●          | ǀ          | ǀ          | ǀ          | | Koord.     | Yokkaichi           | Mie        |
| CJ11       | Yokkaichi (四日市)          | 037,2      | ●          | ●          | ●          | ●          | | Koord.     | Yokkaichi           | Mie        |
| CJ12       | Minami-Yokkaichi (南四日市) | 040,4      | ●          | ●          | ǀ          | ǀ          | | Koord.     | Yokkaichi           | Mie        |
| CJ13       | Kawarada (河原田)           | 044,1      | ●          | ●          | ǀ          | ǀ          | Ise-Linie | Koord.     | Yokkaichi           | Mie        |
| CJ14       | Kawano (河曲)               | 047,5      | ●          | ●          | ↓Is        | ↓Is        | | Koord.     | Suzuka              | Mie        |
| CJ15       | Kasado (加佐登)             | 050,9      | ●          | ●          |            |            | | Koord.     | Suzuka              | Mie        |
| CJ16       | Idagawa (井田川)            | 055,3      | ●          | ●          |            |            | | Koord.     | Kameyama            | Mie        |
| CJ17       | Kameyama (亀山)             | 059,9      | ●          | ●          |            |            | Kisei-Hauptlinie | Koord.     | Kameyama            | Mie        |
| JR West    |                             |            |            |            |            |            | |            |                     |            |
|            | Kameyama (亀山)             |            |            |            |            |            | |            | Kameyama            | Mie        |
|            | Seki (関)                   | 065,6      |            |            |            |            | | Koord.     | Kameyama            | Mie        |
|            | Kabuto (加太)               | 071,0      |            |            |            |            | | Koord.     | Kameyama            | Mie        |
|            | Tsuge (柘植)                | 079,9      |            |            |            |            | Kusatsu-Linie | Koord.     | Iga                 | Mie        |
|            | Shindō (新堂)               | 086,1      |            |            |            |            | | Koord.     | Iga                 | Mie        |
|            | Sanagu (佐那具)             | 090,5      |            |            |            |            | | Koord.     | Iga                 | Mie        |
|            | Iga-Ueno (伊賀上野)         | 094,5      |            |            |            |            | Iga-Linie | Koord.     | Iga                 | Mie        |
|            | Shimagahara (島ケ原)        | 101,8      |            |            |            |            | | Koord.     | Iga                 | Mie        |
|            | Tsukigaseguchi (月ケ瀬口)   | 104,8      |            |            |            |            | | Koord.     | Minamiyamashiro     | Kyōto      |
|            | Ōkawara (大河原)            | 108,8      |            |            |            |            | | Koord.     | Minamiyamashiro     | Kyōto      |
|            | Kasagi (笠置)               | 114,2      |            |            |            |            | | Koord.     | Kasagi              | Kyōto      |
|            | Kamo (加茂)                 | 120,9      |            |            |            |            | Yamatoji-Linie | Koord.     | Kizugawa            | Kyōto      |